# Rochester (Vermont)
Rochester est une ville dans comté de Windsor, au Vermont, États-Unis. La population était de 1 139 au recensement 2010. Le village central est délimité comme Rochester (CDP).

## Galerie

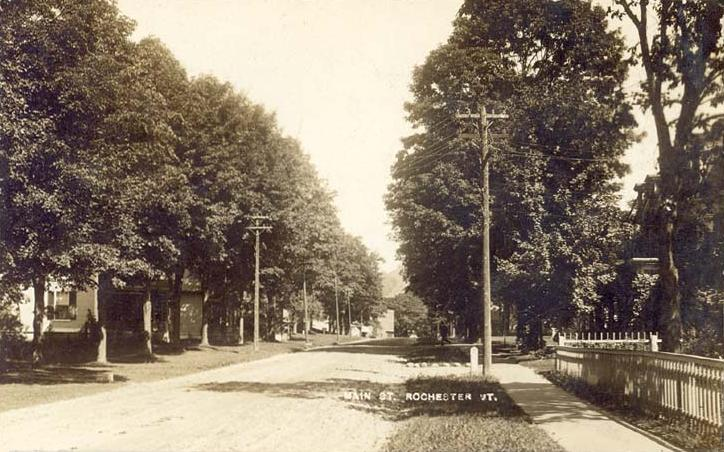
La rue Principale en 1912
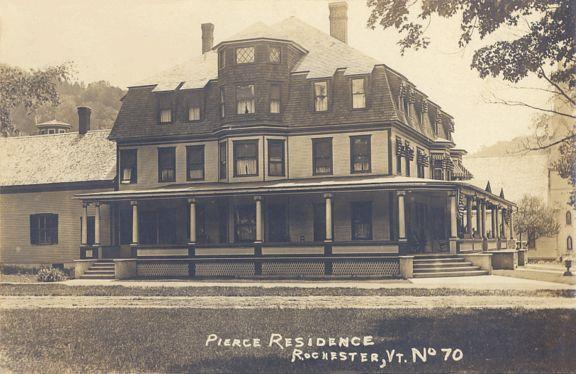
La résidence Pierce en 1915
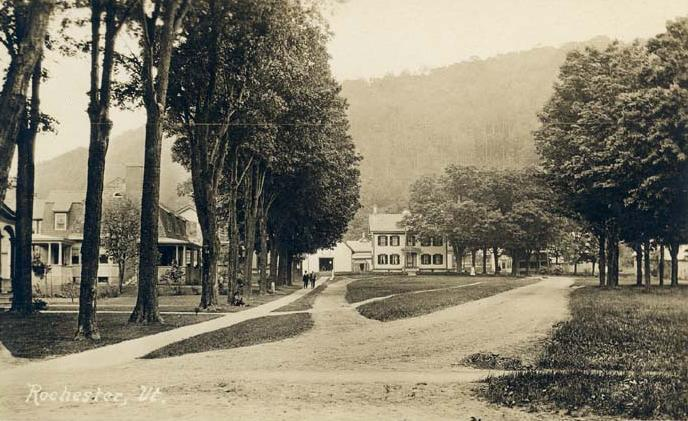
Scène de rue en 1915